# Myrmecaelurus philbyi
Myrmecaelurus philbyi är en insektsart som beskrevs av Douglas E. Kimmins 1943. Myrmecaelurus philbyi ingår i släktet Myrmecaelurus och familjen myrlejonsländor. Inga underarter finns listade i Catalogue of Life.